# Piat (Filipinas)
Piat es un municipio filipino perteneciente a la provincia de Cagayán, en la región del Valle del Cagayán.

## Geografía
Se encuentra en la margen derecha del río Chico de Cagayán. Tiene una superficie de 139.60 km².

## Historia
Hacia mediados del siglo XIX, el lugar, ya por entonces perteneciente a la provincia de Cagayán, tenía contabilizada una población de 2193 habitantes, repartidos en alrededor de 437 casas. Aparece descrito en el segundo volumen del Diccionario geográfico, estadístico, histórico de las Islas Filipinas de Manuel Buzeta Núñez y Felipe Bravo con las siguientes palabras:

PIAT: pueblo con cura y gobernadorcillo en la isla de Luzon prov. de Cagayan, dióc. de Nueva Segovia; sit. en los 125° 40' long. 17° 43' lat., pasa por este pueblo un rio que los naturales llaman el chico: su curso es del S. á Nordeste, con otros varios esteros de poca consideracion: el clima no es de los mas templados, por cuya razon sus naturales son atacados con frecuencia de calenturas; los vientos reinantes son los Sures y Nordestes y algunas mañanas los Oestes, tiene como unas 437 casas, en general de sencilla construccion, distinguiéndose entre estas la parroquial y la de comunidad adonde se halla la cárcel; hay dos escuelas para niños y niñas, la primera dotada de los fondos de comunidad y la segunda de los de la iglesia, esta es de mediana fábrica aunque no está concluida de recomponer por los estragos que en ella ha causado un rayo hace unos cinco años. Su cementerio está fuera de la poblacion y bien ventilado. En sus bosques por la parte del N. hay gran feracidad de árboles y mucha caza mayor y menor. Confina este pueblo por el O. con el de Malabey á tres leguas de distancia, y por el S. con el de Juao. Prod. maiz palay y tabaco en abundancia. Ind.: está reducida á la pesca de venados, puercos monteses y algunos carabaos, aprovechándose otros de las numerosas canteras de piedra, cal y yeso, que se encuentran en su territorio. Sus caminos son bastante irregulares, y recibe todos los sábados el correo de la cabecera de prov. pobl., almas 2,193, trib. en 1848 han ascendido á 437.
(Buzeta y Bravo, 1851, p. 401)

Según A pronouncing gazetteer and geographical dictionary of the Philippine Islands, en 1898 tenía una población estimada de 2716 personas. En el censo de 2020, la población del municipio de Piat ascendía a los 24 805 habitantes.

## Organización territorial
Piat  se divide administrativamente en 18 barangayes o barrios.
| - Apayao - Aquib - Dugayung - Gumarueng - Macapil - Maguilling - Minanga - Población I - Santa Bárbara | - Santo Domingo - Sicatna - Villa Rey (San Gaspar) - Warat - Baung - Calaoagan - Catarauan - Población II - Villa Reyno |

## Patrimonio

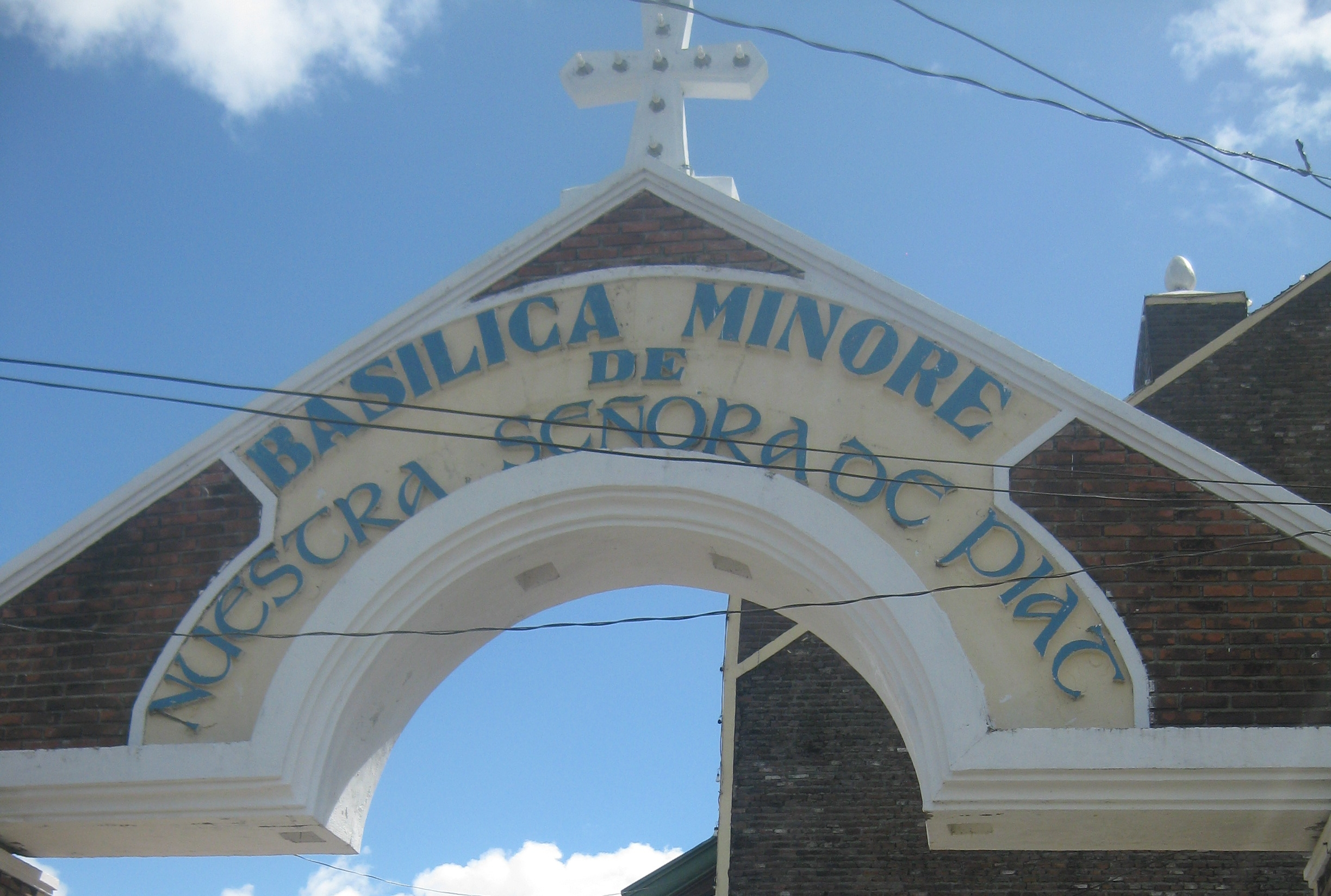
Entrada a la basílica.

En este municipio se encuentra la Basílica Menor de Nuestra Señora de Piat. Nuestra Señora de Piat es patrona de Valle del Cagayán.